# Истхемптон (Масачусетс)
Истхемптон (енгл. Easthampton) град је у америчкој савезној држави Масачусетс. По попису становништва из 2010. у њему је живело 16.053 становника.

## Демографија
Према попису становништва из 2010. у граду је живело . становника.
| Група             | 2000.          | 2010.          |
| Белци             | 15.125 (94,6%) | 14.677 (91,4%) |
| Афроамериканци    | 102 (0,6%)     | 174 (1,1%)     |
| Азијати           | 275 (1,7%)     | 380 (2,4%)     |
| Хиспаноамериканци | 336 (2,1%)     | 590 (3,7%)     |
| Укупно            | 15.994         | 16.053         |